# Slättö sands naturreservat
Slättö sand är ett naturreservat i Torskinge socken i Värnamo kommun i Jönköpings län.
Reservatet är beläget cirka 3 kilometer norr om Bolmen och väster om Torskinge i västra Småland. Naturreservatet sattes av 1976 och omfattar nästan hälften av Storådalens flygsandsområde.
På området för Slättö sand finns flera boplatser från stenålder, och flintavslag kan hittas framblåsta i sanden lite överallt. Den största boplatsen grävdes ut av flera personer åren 1915, 1918 och 1920, varvid flera tusen avslag av flinta hittades, flera brända, men dessutom flera hundra spån, kärnor, mikrospån, pilspetsar, bearbetad övrig flinta, krukskärvor, bitar av sandstensslipstenar, knackstenar, skrapor, ben från bland annat fågel osv. Fynden tolkas som en större stenåldersbosättning.